# Чич Марин
Ричард Ентони „Чич“ Марин (енгл. Richard Anthony "Cheech" Marin; Лос Анђелес, Калифорнија, 13. јул 1946), амерички је комичар, позоришни, филмски и ТВ глумац, продуцент и редитељ, најпознатији као Чич из комичарског дуета са Томијем Чонгом, Чич и Чонг.
Познат је по својим комичним албумима „Чич и Чонг“ и филмовима са Томијем Чонгом, са темом марихуане, као и по игрању споредних улога у разним холивудским продукцијама. Давао је глас и у бројним Дизни продукцијама.